# Застава Омана
Застава Омана се састоји од три поља, (бело, зелено и црвено) са црвеном колоном на левој страни који садржи национални симбол Омана. Бела представља мир и напредак, зелена плодност и Зелене Планине, а црвена борбу против страних окупатора.
Црвена је такође једина боја пређашње заставе.

## Заставе Омана
- Naval Ensign.
- Застава Султана